# Pont de Senillers
El Pont de Senillers és una obra de Lles de Cerdanya (Baixa Cerdanya) protegida com a Bé Cultural d'Interès Local.

## Descripció
El pont permet salvar el riu del Molí que baixa des d'Arànser i recull les aigües del riu de Setut i dels llacs de la Pera. Està en el camí antic que comunicava Senillers i els seus banys amb el nucli de Músser.
Es tracta d'un pont de pedra d'un sol ull, d'arc peraltat fet per aproximació de pedres. La part inferior del pas sembla que hagi estat relligada amb un arrebossat.
L'arc descansa sobre uns contraforts que folren la roca natural i el desnivell del terreny. Els contraforts són de pedra lligada amb calç.
Fins fa poc el pont conservava la barana de pedra. Aquesta ha estat substituïda per una barana de ferro. El pont es transitat per vehicles.